# Agata Twardoch
Agata Justyna Twardoch (ur. 18 września 1980 w Zabrzu) – polska architektka i urbanistka, doktor habilitowana nauk technicznych, profesor w Katedrze Urbanistyki i Planowania Przestrzennego na Wydziale Architektury Politechniki Śląskiej. Członkini Towarzystwa Urbanistów Polskich. Od 2024 r. miejska urbanistka i architektka Gliwic. 

## Życiorys
Ukończyła studia na Wydziale Architektury Politechniki Śląskiej w 2004, tytuł pracy magisterskiej: Modelowe struktury zamieszkania na poziomie socjalnym, w kontekście europejskim. Praca została wyróżniona i brała udział w finale Konkursu im. Zbyszka Zawistowskiego na Dyplom Roku. W 2010 obroniła napisany pod kierunkiem Zbigniewa Józefa Kamińskiego doktorat pt. Problem dostępnego budownictwa mieszkaniowego, na wybranych przykładach. W toku studiów brała udział w warsztatach projektowych np. OSSA 2001, 2002, 2003, Aachen 2004. Wspólnie z Ewą Twardoch i Martą Gocek prowadziła autorską pracownię architektoniczną 44STO w Gliwicach. W 2024 r. wygrała nabór prowadzony przez Urząd Miejski w Gliwicach i została zatrudniona na stanowisku miejskiej urbanistki i architektki.
Habilitowała się w 2020 roku na Politechnice Gdańskiej.
Jej mężem jest pisarz Szczepan Twardoch. 

## Wybrane projekty
- Projekt koncepcyjny zagospodarowania rynku w Strzeleczkach (razem z Ewą Twardoch)
- Modernizacja parku miejskiego w Gorzowie Śląskim, wraz z projektem placu zabaw i amfiteatru (razem z Ewą Twardoch)
- Studium architektoniczno – krajobrazowe historycznej części wsi Strzeleczki
- Projekt wnętrz przychodni zdrowia Eskulap, Gliwice
- Przebudowa Parku Miejskiego im F. Kahla w Bytomiu, Bytom 2010 (razem z Martą Gocek i Ewą Twardoch)
- Projekt architektoniczno-budowlany biurowca dla biura rachunkowego, wraz z projektem wnętrz”, Pilchowice, 2010 (razem z L.Wojtas)
- Dom własny "Czarny dom na Wielopolu”, Pilchowice, 2011 (razem z L.Wojtas)
- Szkoła z klasami szkoły podstawowej, gimnazjum oraz liceum, Gliwice, 2014 (razem z L.Wojtas)

## Nagrody w konkursach architektonicznych
- Konkurs na koncepcję zagospodarowania Placu Dworcowego w Opolu: II nagroda, 2018
- Konkurs Zagłębiowski Park Linearny: II nagroda, 2015
- Konkurs na zagospodarowanie Bulwaru Filadelfijskiego w Toruniu: finał w konkursie, 2015
- Konkurs na zagospodarowanie ul. Grunwaldzkiej, Kościuszki, 3 Maja w Rzeszowie: wyróżnienie, 2014

## Wybrane publikacje
- Problem dostępnego budownictwa mieszkaniowego na wybranych przykładach, rozprawa doktorska, Gliwice, 2010[12]
- Współczesne Kierunki Kształtowania Zabudowy Mieszkaniowej, wraz z Szymonem Bradeckim, Gliwice, 2013[12]
- Budowanie atrakcyjności przestrzeni miejskich / Building the Attractiveness of Urban Spaces, Studia KPZK, 2019[12]
- Park przy Pałacu Schoena w Sosnowcu. Studium architektoniczno-urbanistyczne parku przy Pałacu Schoena w Sosnowcu wraz z rekomendacjami projektowymi, wraz z Szymonem Opanią, Wydawnictwo Politechniki Śląskiej, 2020[12]

## Książki autorskie
- Architektki. Czy kobiety zaprojektują lepsze miasta, Wydawnictwo W.A.B, Warszawa, 2022
- System do mieszkania – perspektywy rozwoju dostępnego budownictwa mieszkaniowego, Wydawnictwo Fundacja Bęc Zmiana, 2019